# Eleven
Pour les articles homonymes, voir Eleven (homonymie).
Pour plus de détails, voir Fiche technique et Distribution.
Eleven (11-11-11) est un film d'horreur hispano-américain écrit et réalisé par Darren Lynn Bousman, sorti en 2011.

## Synopsis
Une organisation focalisée sur la récurrence des nombres 11:11 autour de nous prédit que la dernière des 11 portes du paradis s'ouvrira pour 49 minutes le 11 novembre 2011. 

## Fiche technique
- Titre français : Eleven
- Titre original : 11-11-11
- Réalisation : Darren Lynn Bousman
- Scénario : Darren Lynn Bousman
- Direction artistique : Pere Carreras
- Décors : Mani Martínez
- Costumes : Toni Martín
- Montage : Martin Hunter
- Musique : Joseph Bishara
- Photographie : Joseph White
- Production : Richard Heller, Valeria Marini, Christian Molina, Ferran Monje et Wayne Rice
- Sociétés de production : Epic Pictures Group et Capacity Pictures
- Sociétés de distribution : Big Air Studios (États-Unis), Wild Side Films (France, DVD)
- Pays d'origine : États-Unis, Espagne
- Langue originale : anglais
- Format : couleur - 2.35 : 1 - 35 mm
- Genre : Horreur
- Durée : 90 minutes
- Dates de sortie :
  - États-Unis : 11 novembre 2011
  - France : 24 octobre 2012 (DVD / Blu-ray)

## Distribution
- Timothy Gibbs (V. F. : Patrick Béthune) : Joseph Crone
- Michael Landes (V. F. : Alexandre Gillet) : Samuel
- Wendy Glenn : Sadie
- Denis Rafter : Richard Crone
- Lluís Soler : Javier
- Brendan Price : Grant
- Lolo Herrero : Oculto Owner
- Montserrat Alcoverro : Celia
- Benjamin Cook : David
- Salomé Jiménez : Sarah
- J. Larose : Wayne
- Emilie Autumn : Woman In Video